# Pin en Russie

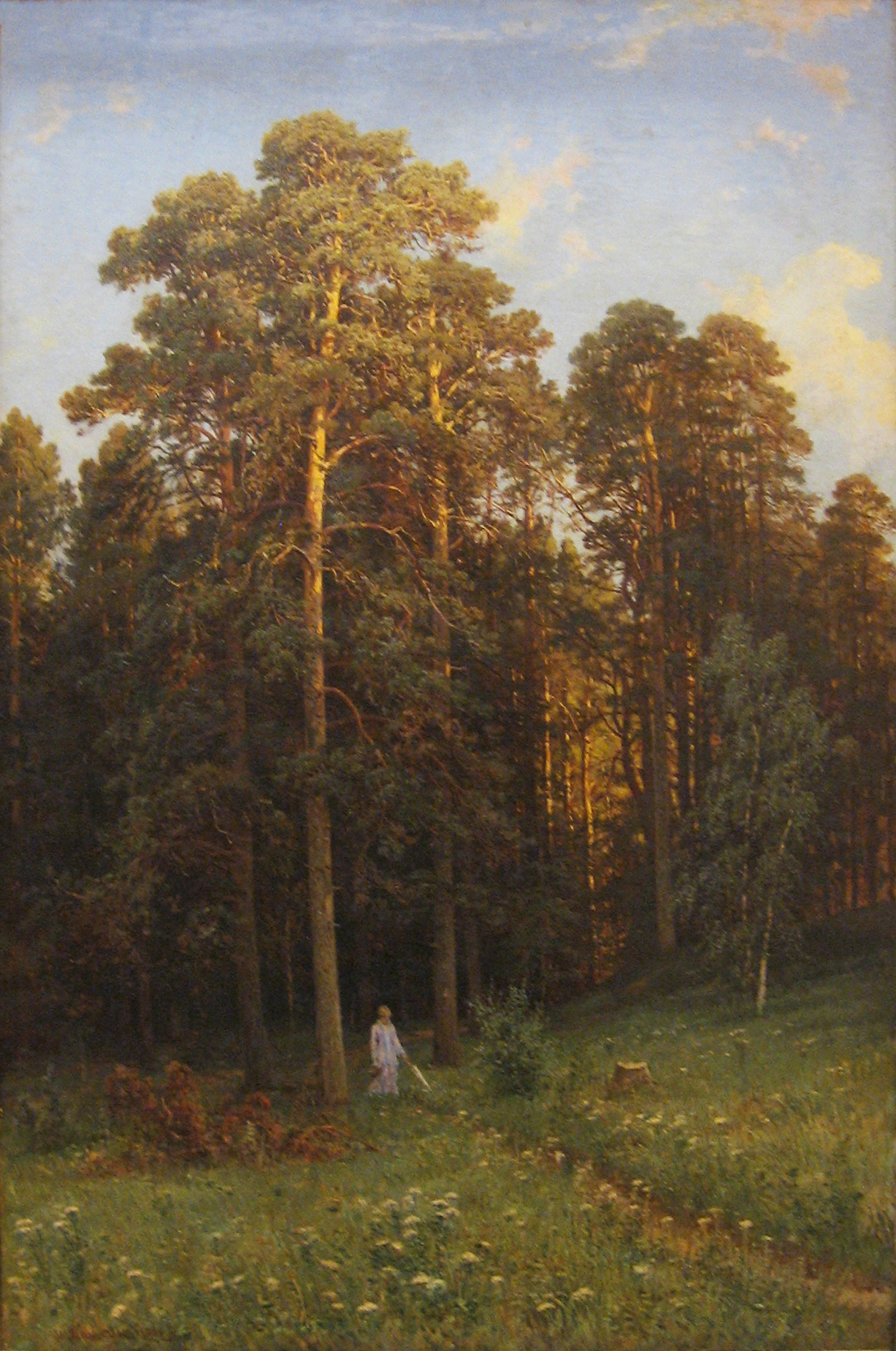
Ivan Chichkine. À l'orée d'une pinède. 1882. Galerie d'art de Lviv.

En Russie, le genre Pinus est représenté par 16 espèces sauvages et 73 espèces de pins introduites en plein champ.
La zone de distribution du pin s'étend de l'Arctique aux régions équatoriales. Le pin est l'un des arbres les plus répandus de la planète, bien qu'il soit inférieur au mélèze en termes de population (nombre d'arbres) et de superficie forestière. En termes de superficie totale dans le monde, il occupe le premier rang parmi les conifères, et parmi toutes les espèces d'arbres, il vient après le saule, l'aulne, le peuplier et le bouleau.

## Pin sylvestre

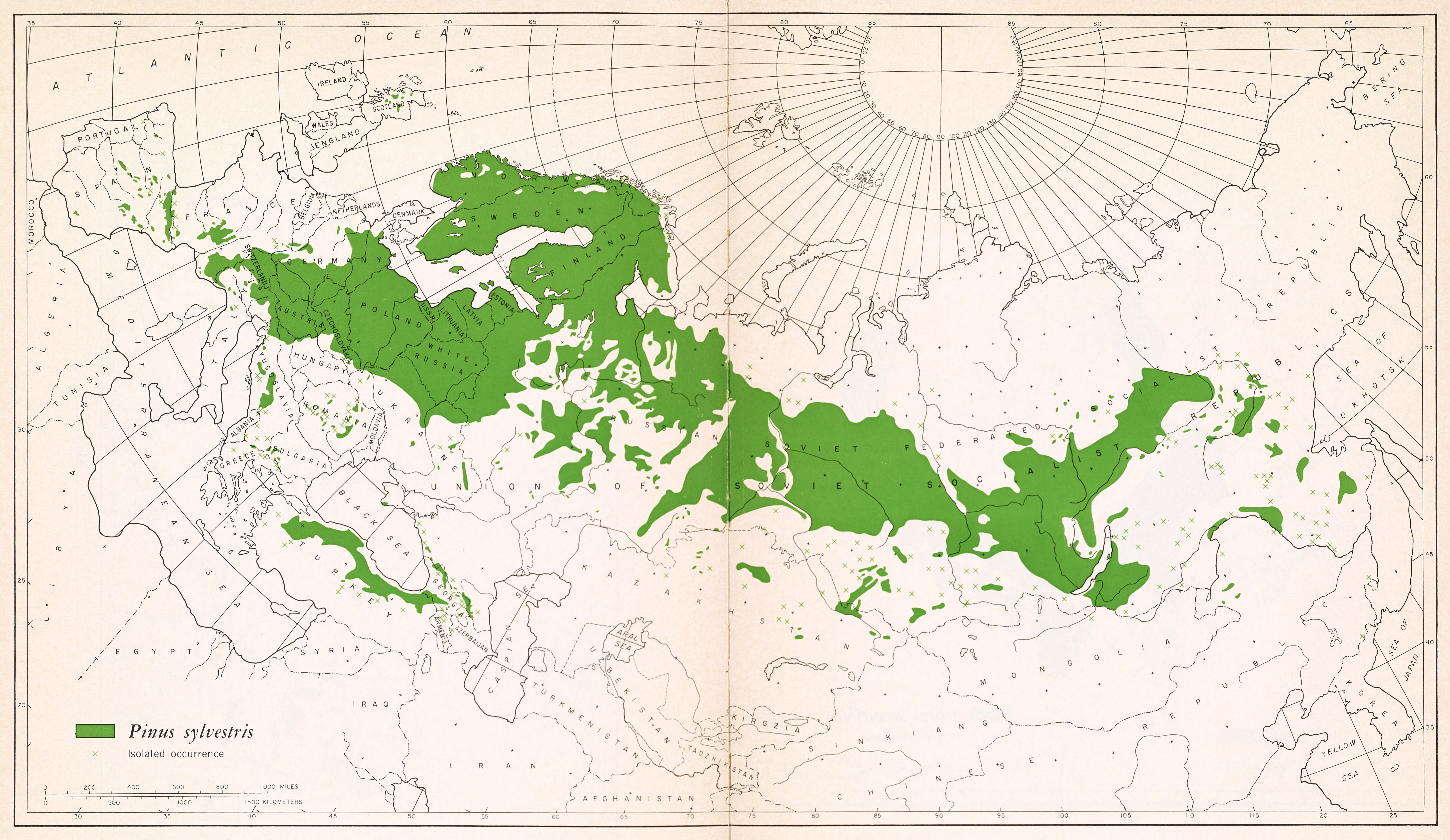
Répartition de Pinus sylvestris. Geographic distribution of the pines of the world, Miscellaneous publication no. 991. U.S. Department of Agriculture & Forest Service, Washington D.C., February, 1966

Parmi les espèces qui poussent à l'état sauvage en Russie et dans les pays voisins, Pinus sylvestris (Sosna obiknovennaia, Сосна обыкновенная) mérite le plus d'attention. C'est un grand arbre atteignant 40 m de hauteur avec une couronne - chez les jeunes, pyramidale, dans la vieillesse, en forme de parapluie. Les aiguilles se disposent en 2 ensemble, le dessous est vert foncé, le haut est vert bleuâtre, principalement de 4-5 cm de long. L'écorce est brun rougeâtre. Les cônes (jeunes) sont de forme conique, le bouclier de leurs écailles est rhombique. Graines avec longues ailes.
Le pin est extrêmement commun dans le nord de la Russie et dans la majeure partie de la Sibérie et forme à la fois des forêts pures, et des forêts mélangées, à de l'épicea (épinette), et d'autres espèces. Les forêts de pins sont particulièrement typiques des sols sableux et des substrats rocheux. Au sud de la ligne passant par Kiev, puis le long de la rivière Oka, jusqu'à l'embouchure de la rivière Tsna (ru), puis à travers Kazan et le long des rivières Kama et Belaïa jusqu'à Oufa, le pin se trouve très rarement et sporadiquement, formant de petits bosquets sur des pentes calcaires et crayeuses, ainsi que sur du sable. On pense que le pin était à une époque plus commun dans cette région qu'il ne l'est maintenant, mais a ensuite commencé à s'éteindre en raison des changements climatiques séculaires. Le pin ne se trouve pas dans les steppes au sud des villes de Kamianets-Podilskyï, Dnipro, Saratov et Orenbourg, mais il réapparaît dans le Caucase, où il pousse à de nombreux endroits. On le trouve également sporadiquement dans le nord du Turkestan, dans les montagnes de Kökşetaw, Karkaraly (en) et autres, à l'est le long de la Sibérie, il atteint presque l'océan Pacifique. Sur le territoire de Krasnoïarsk, le pin sylvestre est représenté par trois sous-espèces : Kulundinskim (кулундинским, Минусинские боры, Minoussinskie bory); Sibiriski (сибирским, la plupart des zones de la région) et Pinus lapponica Mayr (ou pinus friesiana Wich, Laplaidskim, лапландским, au nord de 62e parallèle nord).

## Pinus sibirica, Pinus koraiensis, Pinus pumila, Pinus nigra, Pinus pinea, Pinus mugo
Un autre type de pin, distribué principalement en Sibérie, est Pinus sibirica (Сибирский кедр). Dans l'oblast de l'Amour, un troisième type de pin apparaît, proche du précédent, Pinus koraiensis (Корейский кедр), avec des bourgeons et des graines plus allongés.
En Sibérie orientale, de la Transbaïkalie au Kamtchatka, de la Yakoutie et de la Kolyma à la région de l'Amour, dans les territoires de Khabarovsk et Primorski, une petite espèce de pin est extrêmement répandue, représentant, pour ainsi dire, un « cèdre miniature », c'est Pinus pumila (Кедровый стланик). Il est très proche du pin de Sibérie, mais tous ses organes sont beaucoup plus petits. Dans des conditions particulièrement défavorables, sa hauteur ne dépasse parfois pas un mètre. Il forme d'énormes fourrés dans les montagnes et les plaines de la Sibérie orientale. Dans les hautes terres du Saïan oriental et dans l'Altaï, on trouve la forme naine du pin de Sibérie, qui est souvent confondue avec le Pinus pumila.
L'un des types de pin du sud - Pinus nigra (Сосна крымская), forme des bosquets dans les montagnes de Crimée et se trouve ici et là dans le Caucase. Le pin sauvage et cultivé pousse en Crimée (il existe de nombreuses plantations artificielles). Ses graines sont consommées comme friandise.
Pinus pinea (Итальянская пиния), très particulier dans la forme de sa couronne, vit dans la région de la mer Méditerranée de Madère au Caucase.
Pinus mugo (Сосна горная) pousse dans la région subalpine des montagnes des Pyrénées au Caucase.

## Culture
Le pin est une des espèces d'arbres très lumineuses et il forme souvent des peuplements purs. La raison en est que c'est l'une des espèces d'arbres les moins exigeantes en sol et qu'elle peut donc pousser sur des sols infertiles sur lesquels la croissance d'autres arbres est presque impossible.
Cela est dû au fait que le pin a un type de système racinaire de surface, qui peut se développer dans une couche mince (1–2 m) de sol fertile reposant sur le sable. Par exemple, en Carélie, les pins peuvent avoir un système racinaire étendu (avec des pousses de racines individuelles jusqu'à 20 mètres de long chez les arbres matures), situé dans une couche de seulement 1 m d'épaisseur. Ces sols, typiques des plantations de pins, sont des sols sableux secs sur lesquels. Une caractéristique de ces forêts de pins est qu'elles sont du même âge, ce qui s'explique par le fait que même dans les zones les moins peuplées, elles souffrent beaucoup des incendies de forêt et, en essaimant facilement après chacun d'eux, repoussent sous la forme de peuplements du même âge.
Dans les zones forestières typiques, le bouleau, l'aulne blanc et certains saules sont parfois mélangés avec du pin ; dans les endroits plus bas, avec un sol plus frais, il y a un mélange plus important de diverses espèces de feuillus ; avec une humidité du sol encore plus élevée, l'épinette est mélangée, souvent en quantités très importantes, avec du pin, et dans les forêts du nord, avec d'autres conifères. Enfin, le pin se trouve également dans les tourbières à mousse, où, cependant, il pousse extrêmement lentement ; à l'âge d'un siècle, c'est un petit arbre, avec un tronc de seulement quelques verchoks d'épaisseur (une dizaine de centimètres). Sur des sols plus fertiles - le sable frais et le limon sableux sont les meilleurs pour le pin - il pousse très rapidement, étant l'un des conifères à la croissance la plus rapide.

## Usages et histoire

Ivan Chichkine. Champ de seigle 1878. Huile, toile, 107×187 cm. Galerie Tretiakov.

Le bois de pin se distingue par sa résinosité, sa résistance et sa dureté, en particulier ces qualités sont inhérentes aux parties centrales du tronc, se transformant en ce que l'on appelle le bois de cœur. Ce cœur diffère des couches externes de l'aubier par une couleur plus intense, qui varie dans une gamme assez large, en fonction des conditions de croissance de l'arbre.
Par la couleur du cœur, dans le nord de la Russie, ils se distinguent généralement en kondovouiou sosni (кондовую сосну), qui a un cœur rouge viande ou rouge jaunâtre, Miandovouiou (мяндовую), dont le noyau est dans une couleur jaunâtre pâle. Kondovouiou pousse dans des endroits plus élevés, se caractérise par des couches à grain fin et a une valeur beaucoup plus élevée que le Miandovouiou, dont le bois est parfois considéré comme égal à l'épinette.

### Matériau de construction et combustible
Le pin fut surtout employé comme matériau de construction sous forme de poutres, de solives, et de planches.
Les pins de grande dimension étaient employés comme mâts de navires et entrait aussi dans la construction des bâtiments tant de mer que de rivière. À mesure de la construction des chemins de fer, le pin a reçu un emploi très considérable pour les traverses.
Comme bois de construction, le pin était  exploité par coupes âgées de 100 à 150 ans et comme bois à brûler par coupes âgées en moyenne de 60 ans.
Le pin était aussi employé dans l'élaboration des petits objets, et comme matériel de menuiserie ; mais sous ce rapport il cédait le pas comme qualité de bois à des essences plus dures telles que le chêne, le frêne, l'érable, le bouleau et autres espèces à feuillage.
Le pin de mauvaise qualité était employé comme combustible. 

### Résine de pin
Les souches et les racines de pin ainsi que les fûts gemmés servaient à faire du goudron de pin, de la poix et de la térébenthine qui faisaient l'objet d'un commerce tant à l'étranger qu'à l'intérieur de l'Empire.
Le goudron de pin est obtenu par distillation à sec du bois, principalement les souches, dite de bois gras. La térébenthine est obtenue par distillation. La térébenthine est collectée industriellement dans les massifs destinés à être coupés. Après évaporation de l'eau et de l'essence de térébenthine, il reste une résine solide - la colophane.
L'emploi du pin comme matériel de construction de tonneaux n'était pas non plus sans importance. Toute la résine qui était expédiée des gouvernements du Nord à l'étranger, comme aussi celle qui est vendue sur les marchés intérieurs de l'Empire russe était contenue dans des tonneaux en bois de pin.
Chez la plupart des paysans des contrées septentrionales, le pin débité en planches minces refendues en lames minces servait de matériel d'éclairage (bois gras, Осмол).
La distillation sèche du bois, productrice de goudron et de poix, était dans la Russie impériale très développée dans le nord du pays (régions de Carélie, d'Arkhangelsk et de Vologda). La distillation s'obtenait dans des fours en briques d'environ 6 m3 pouvant produire de 2 à 3 barils de goudron à la fois : à la suite d'un gemmage les troncs ; les plus riches en résine sont utilisés ainsi que des souches et racines de conifères.

### Gastronomie
Les Russes sont friands de pignons de pin. L'expression «  Kedrovye sosny » (en russe : Кедровые сосны que l'on peut traduire par pin-cèdre) désigne les pins (Pinus pumila, le pin nain de Sibérie ; Pinus cembra, Pinus koraiensis, Pinus sibirica, le pin de Sibérie), dont les graines (pignons de pin, par ailleurs appelés « Кедровый орех » que l'on peut traduire « noix de cèdre ») sont consommées. Dans la langue russe, le nom de cèdre « кедры » est resté, bien que ces arbres ne soient que de loin apparentés aux cèdres. De plus, les pignons de pin ne sont pas des noix au sens strictement scientifique.

### Commerce intérieure et extérieur
On a fait commerce de bois et de goudron de pin sur les marchés d'Allemagne, de France et surtout d'Angleterre. Le pin fourni sur ces marchés provenait des régions d'Olonets, de Saint-Pétersbourg, de Tver, de Novgorod, d'Orel, de Smolensk et des gouvernements du Nord, toutes région proches de la Baltique, et dans les régions coïncidant avec le bassin de la Baltique, puisque le bois était flotté ; il était connu sous la dénomination de « pin de Riga ». Les fleuves débouchant pour la plupart sur l’océan Arctique, la Russie est demeurée longtemps à l'écart du commerce international, jusqu'à l'expédition de l'Anglais Richard Chancellor (1521-1556) dont le but était de rejoindre la Chine par le Passage du Nord-Est. Atterrissant non loin d'Arkhangelsk, sur la mer Blanche, dont c'est l'acte fondateur, il établit le monopole de commerce de la Compagnie de Moscovie anglaise sur le marché russe.
Avec la fondation de Saint-Pétersbourg, la Russie eût enfin la maîtrise de son commerce avec l'Occident.
Une grosse partie du marché intérieur se faisait vers la mer Caspienne via la Volga (bassin aralo-caspien). Les belyani, barges ou navires jetables à fond plat en bois utilisée pour le flottage du bois le long des rivières Volga et Kama au XIXe siècle - début XXe siècle ont marqué durablement l'imagination.

## Pins en Russie dans les arts visuels

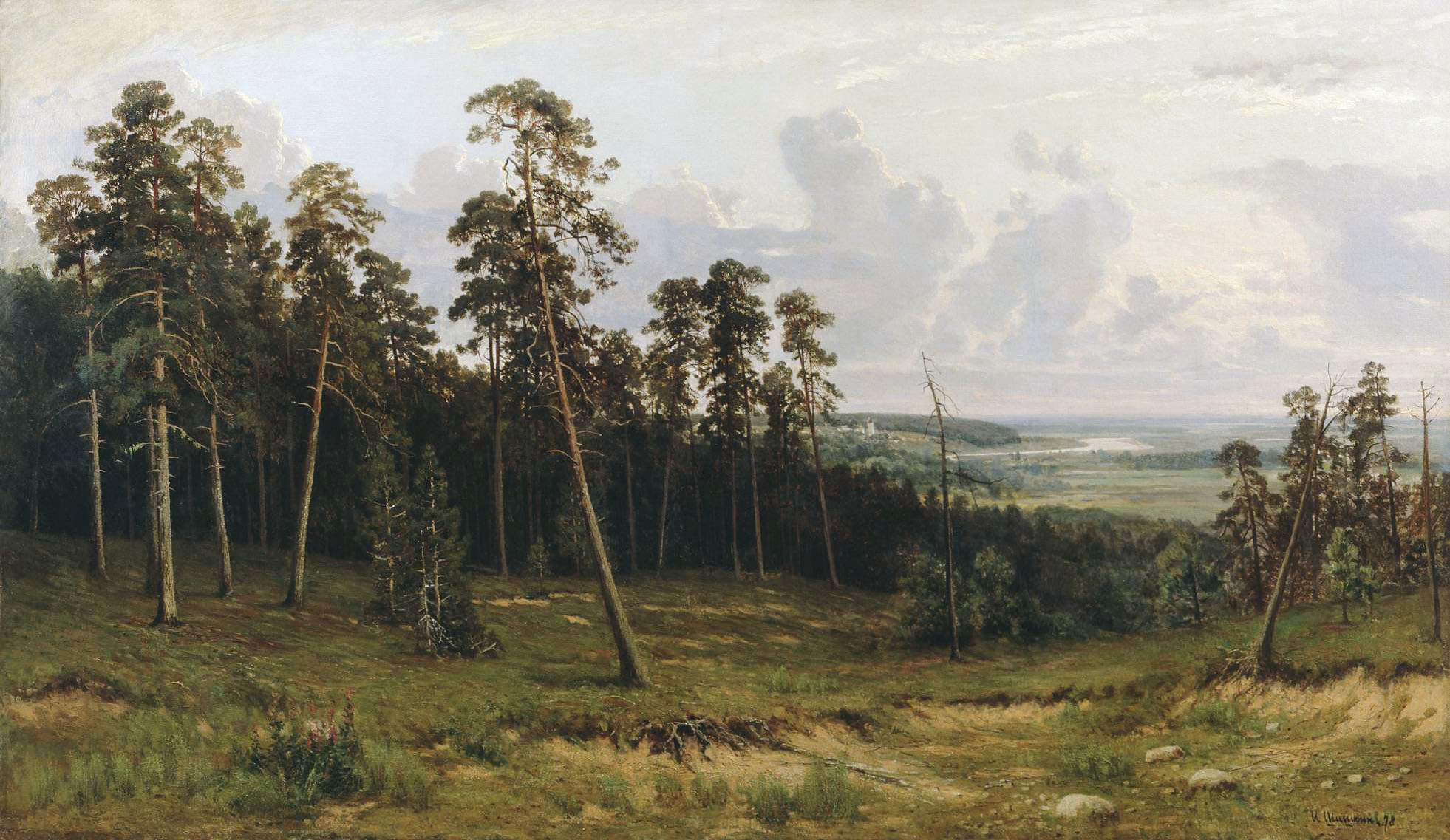
Ivan Chichkine. Bord de la forêt. Toile, huile.
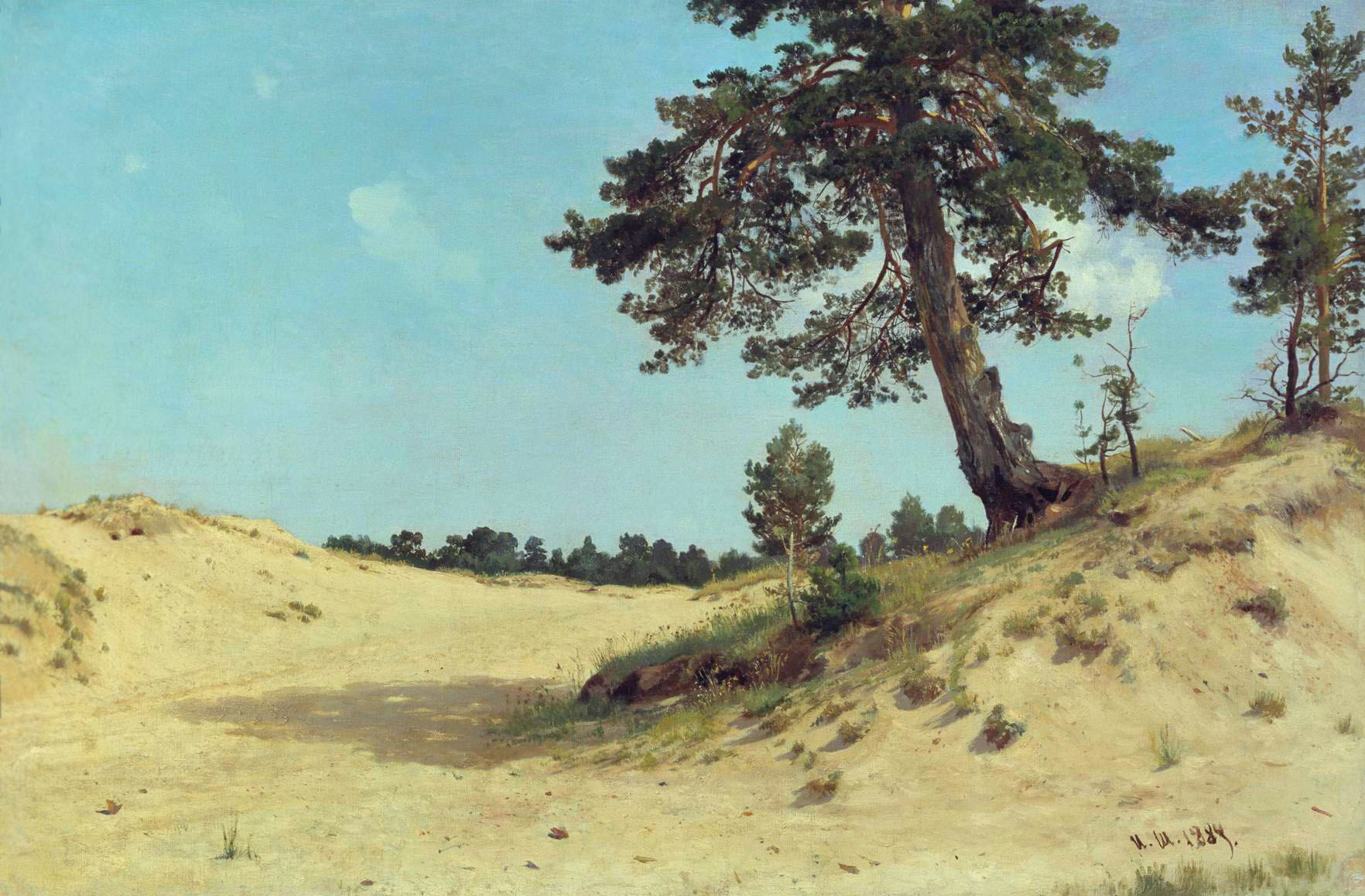
Ivan Chichkine. Pin sur le sable. 1884.
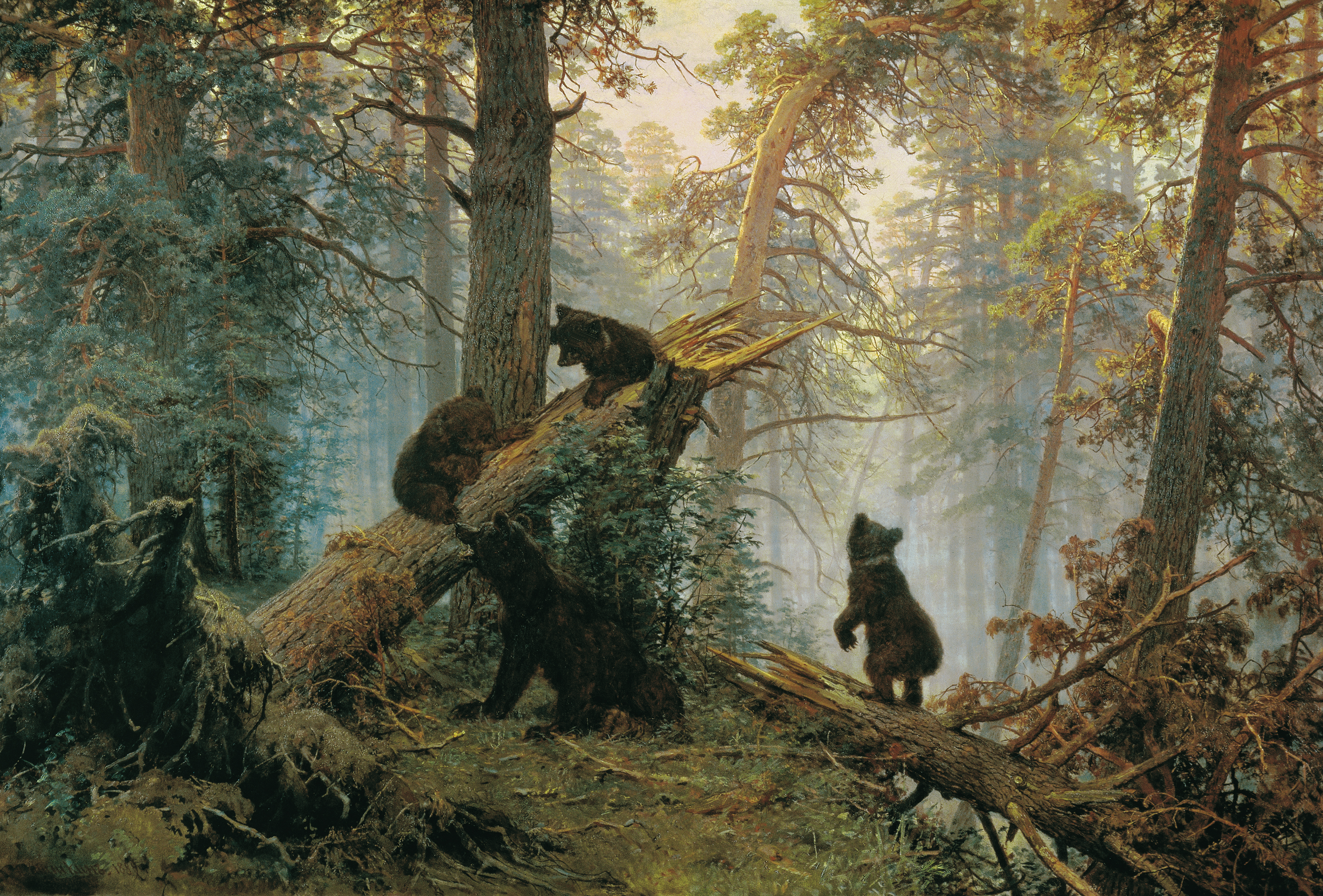
Ivan Chichkine. Un matin dans une forêt de pins. 1886. Huile sur toile. Galerie d'État Tretiakov
Ivan Chichkine. Soirée. Musée d'art régional de Donetsk.
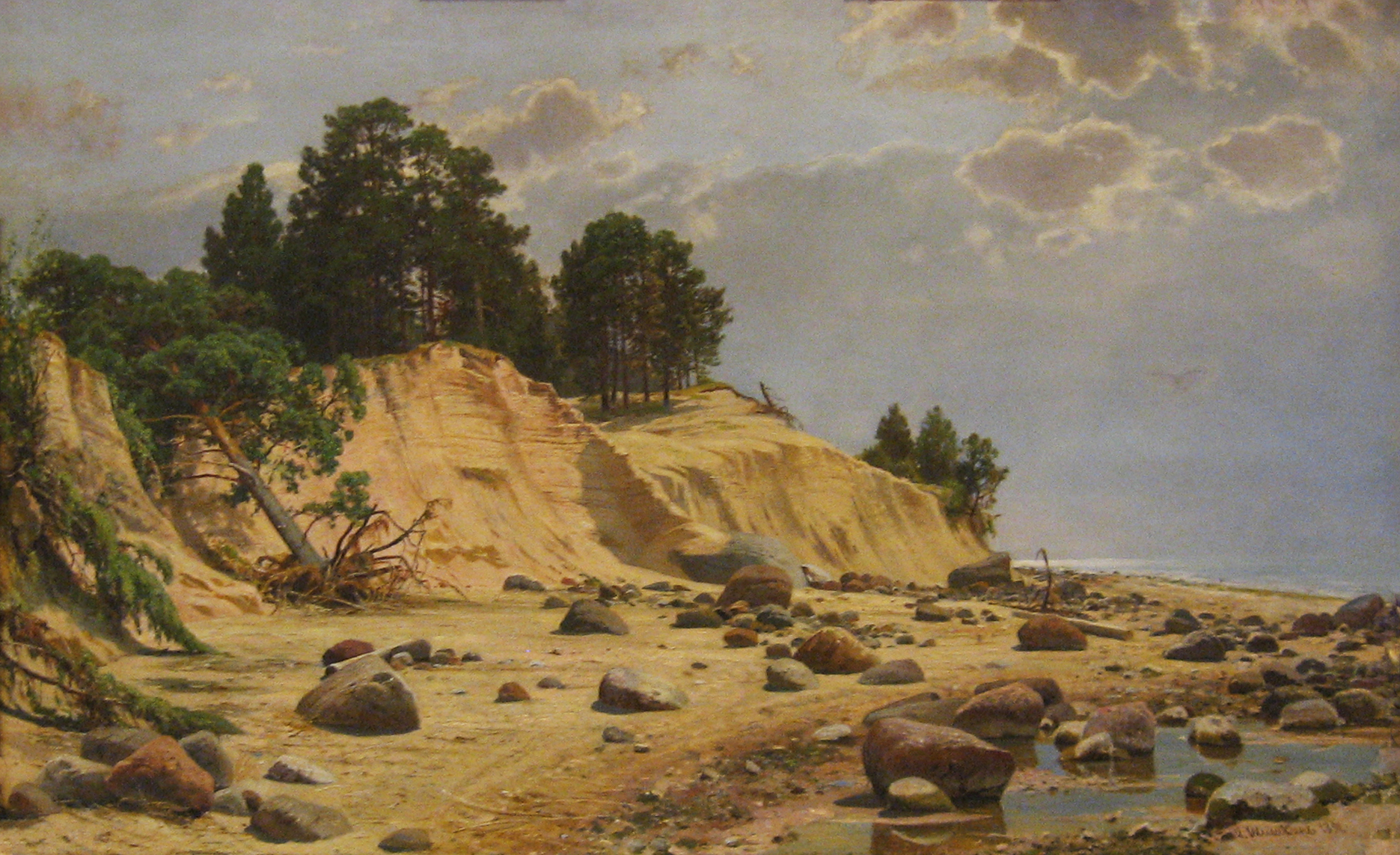
Ivan Chichkine. Après la tempête à Mary-Howi. 1891. Galerie d'art de Lviv.
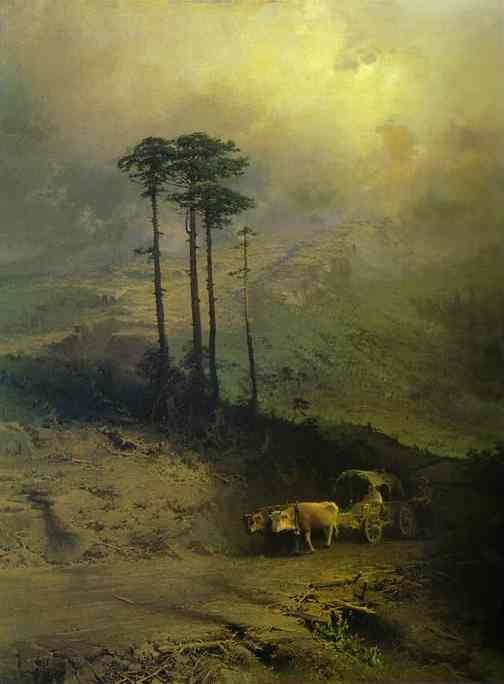
Dans les montagnes de Crimée . F. A. Vasiliev. 1873. Huile sur toile. Galerie d'État Tretiakov

## Remarques
1. ↑  Орлова 2005.
2. 1 2 3 4 5 6 7 8 9  W. Weschniakoff, Notice sur l'état actuel de l'industrie domestique en Russie, Impr. Trenké et Fusnot, 1873 (lire en ligne)
3. ↑  Michel Devèze. Contribution à l'histoire de la forêt russe (suite). In: Cahiers du monde russe et soviétique, vol. 5, n°4, octobre-décembre 1964. pp. 461-478. Lire en ligne